# Ptychoptera osceola
Ptychoptera osceola är en tvåvingeart som beskrevs av Alexander 1959. Ptychoptera osceola ingår i släktet Ptychoptera och familjen glansmyggor.
Artens utbredningsområde är Florida. Inga underarter finns listade i Catalogue of Life.